# Leptoperla rotunda
Leptoperla rotunda är en bäcksländeart som beskrevs av Günther Theischinger 1984. Leptoperla rotunda ingår i släktet Leptoperla och familjen Gripopterygidae. Inga underarter finns listade i Catalogue of Life.